# 是心寺 (平戸市)
是心寺（ぜしんじ）は、長崎県平戸市田平町山内免にある臨済宗妙心寺派の仏教寺院。山号は海印山（かいいんざん）。

## 概要
創建は南北朝時代、当時の平戸松浦氏十五世当主定により平戸館山付近に「是興寺」として建立されたという。その後現在地に移されたが寺運振るわずに荒廃と再興を繰り返し、明治時代初期には一時廃寺となった。
その後1871年に現在の寺号及び山号で再興され、1930年には本堂が再建されたものの一時住職が欠けたこともあったが1960年に再び住職を迎えて以降は安定して現在に至っている。
本尊は釈迦牟尼仏座像。本堂の壁面には江戸時代の南画家宮崎文堂（田平出身）の筆になる十六羅漢が描かれている。
本堂の裏手には1626年に当時の住職が植えたと伝えられる樹齢約380年の大きなソテツがあり、「是心寺の大ソテツ」として長崎県指定天然記念物になっている。また、境内山門そばに歌人稲畑汀子（高浜虚子の孫）の歌碑が建てられている。

## 周辺
- 長崎県道230号北松公園平戸口線
- 平戸愛恵病院
- 海寺跡 - 県指定天然記念物のハクモクレン（樹齢推定約600年）で知られる。
- 平戸瀬戸